# Annie Easley
Annie J. Easley (ur. 23 kwietnia 1933 w Birmingham, zm. 25 czerwca 2011 w Cleveland) – amerykańska informatyczka, matematyczka i naukowczyni. Pracowała dla Lewis Research Center, National Aeronautics and Space Administration i jej poprzedniczki, National Advisory Committee for Aeronautics (NACA). Była czołową członkinią zespołu, który opracował oprogramowanie dla członu rakiety Centaur i była jednym z pierwszych Afroamerykanów pracujących w NASA. W 2015 roku Easley została pośmiertnie wprowadzona do Glenn Research Hall of Fame.

## Życiorys
Dziecko Samuela Easleya i Mary Hoover urodzone w Birmingham w stanie Alabama. Matka Annie zachęcała córkę do dobrego wykształcenia. Od piątej klasy do liceum Annie uczęszczała do Holy Family High School.
W 1950 r. Easley zapisała się na zajęcia na Xavier University w Nowym Orleanie i przez dwa lata specjalizowała się w farmacji. W 1954 roku wróciła do Birmingham.
W 1955 roku przeczytała artykuł w lokalnej gazecie o siostrach bliźniaczkach, które pracowały dla National Advisory Committee for Aeronautics (NACA) jako „komputery”. Następnego dnia złożyła podanie o pracę, a dwa tygodnie później została zatrudniona - jako jeden z czterech Afroamerykanów na 2500 pracowników. Swoją karierę rozpoczęła jako matematyk i inżynier komputerowy w NACA Lewis Flight Propulsion Laboratory (które stało się NASA Lewis Research Center w latach 1958–1999, a następnie John H. Glenn Research Center) w Cleveland, Ohio. Kontynuowała naukę pracując dla agencji, a w 1977 roku uzyskała tytuł Bachelor of Science z matematyki na Cleveland State University. W ramach kształcenia ustawicznego Easley przeszła przez kursy specjalizacyjne oferowane przez NASA.

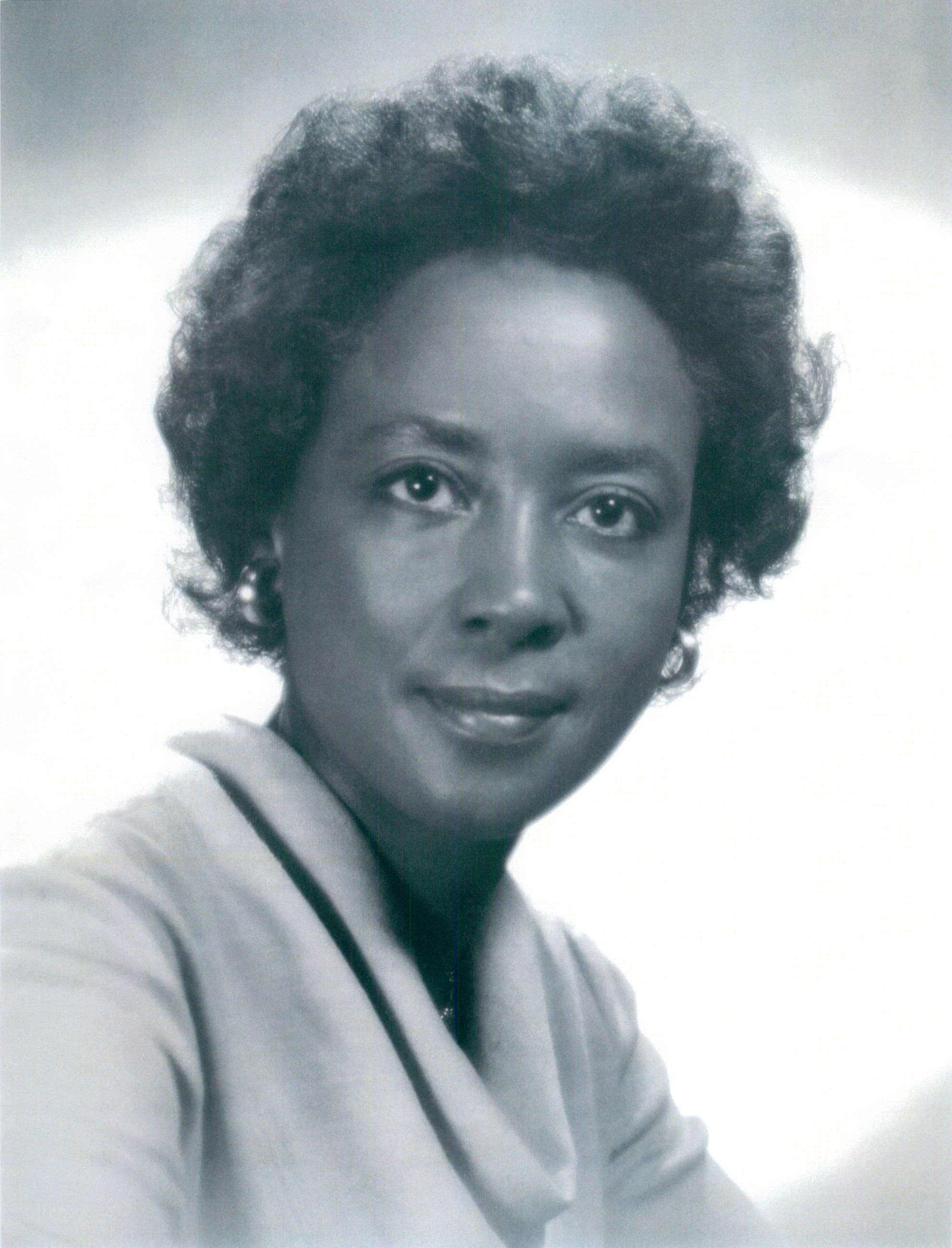
Annie Easley, NASA

W NASA podjęła się roli doradcy ds. równych szans zatrudnienia (EEO). Był to jeden z formalnych sposobów, w jaki pomagała swoim przełożonym w NASA w rozwiązywaniu skarg dotyczących dyskryminacji.
Jej 34-letnia kariera obejmowała opracowanie i wdrożenie kodu komputerowego, który analizował alternatywne technologie energetyczne, wspierał wysokoenergetyczny człon rakiety Centaur, określał projekty dotyczące energii słonecznej, wiatrowej i energetycznej, identyfikował systemy konwersji energii i alternatywne systemy w celu rozwiązywania problemów energetycznych. Jej zadania obejmowały badania mające na celu określenie żywotności akumulatorów, takich jak te używane w elektrycznych pojazdach użytkowych. Jej aplikacje komputerowe zostały wykorzystane do zidentyfikowania systemów konwersji energii, które oferowały ulepszenia w stosunku do technologii dostępnych na rynku. Przeszła na emeryturę w 1989 roku. Pomimo jej długiej kariery i licznych wkładów w badania, została wycięta z promocyjnych zdjęć NASA.
Praca Easley w ramach projektu Centaur pomogła położyć technologiczne podstawy dla przyszłych startów wahadłowców kosmicznych i startów satelitów komunikacyjnych, wojskowych i meteorologicznych. Jej praca przyczyniła się do lotu sondy Cassini na Saturna w 1997.